# Мушинка, Микулаш
Никола́й Ива́нович Мушинка (укр. Микола Іванович Мушинка; Микула́ш Мушинка, словац. Mikuláš Mušinka, кодовое имя: Николай, 20 февраля 1936, село Куров, район Бардейов, Чехословакия — 12 сентября 2024) — словацкий фольклорист карпато-русинского происхождения, русинский/украинский писатель. Доктор филологических наук, иностранный член НАН Украины, профессор Прешовского университета.

## Биография
Родился в крестьянской семье в русинском селе Куров. Среднее образование получил в Бардейове и Прешове. Закончил Карлов университет в Праге, отделение фольклористики.
В 1960 году после окончания университета начал работать в Прешовском университете. Позже поступил в аспирантуру в Киевском университете, но был выслан из СССР за контакты с диссидентами. В 1967 году защитил диссертацию в Праге.
В 1971 году за контакты с диссидентами был уволен и его работы были запрещены. Вынужден был в течение пяти лет работать пастухом в колхозе: с ранней весны до поздней осени жил в хижине далеко от села, отвечая за выпас 150—200 голов скота, а в течение следующих 15 лет он работал кочегаром Пряшевской городской котельной. Эти годы он считает наиболее плодотворным периодом своей научной деятельности: «В пастушьей землянке и котельной у меня был покой и море свободного времени. Мои книги выходили в Канаде, США, Франции, Германии, Югославии».
В 1990 году был реабилитирован и вернулся в Прешовский университет. В 1992 году стал доктором филологических наук Украинской Академии Наук. В 1997 году стал академиком Украинской Академии Наук.
Микола Мушинка специализировался на лемковской фольклористике и фольклористике русинов Воеводины.
Умер 12 сентября 2024 года в возрасте 88 лет.

## Важнейшие работы
- «З глибини віків. Антологія усної народної творчості українців Східної Словаччини» (1967)
- «Володимир Гнатюк — дослідник фольклору Закарпаття» (Париж, 1975)
- «Фольклор Пряшівщини в працях українських та російських вчених і сучасний стан його дослідження» (1968)
- «Спільні і відмінні риси у фольклорі русинів Пряшівщини та Войводини» (1971)
- «Фольклорні видання українців Пряшівщини» (Український календар на 1979 р., Варшава)

## Награды
- Орден князя Ярослава Мудрого V степени (22 января 2021, Украина) — за значительный личный вклад в государственное строительство, укрепление национальной безопасности, социально-экономическое, научно-техническое, культурно-образовательное развитие Украинского государства, весомые трудовые достижения, многолетний добросовестный труд[4].
- Почётный знак отличия Президента Украины (22 августа 1996, Украина) — за весомый личный вклад в исследование украинского-словацких исторических и культурных связей[5].
- Юбилейная медаль «25 лет независимости Украины» (19 августа 2016, Украина) — за весомый личный вклад в укрепление международного авторитета Украинского государства, популяризацию её исторического наследия и современных достижений и по случаю 25-й годовщины независимости Украины[6].